# Litjk
Litjk (armeniska: Լիճք) är en ort i Armenien. Sen 26 april 1946 har orten hetat Litjk. Den ligger i provinsen Gegharkunik, i den centrala delen av landet, 60 kilometer öster om huvudstaden Jerevan. Litjk ligger 1 930 meter över havet och antalet invånare är 4 105.
Terrängen runt Litjk är kuperad åt sydväst, men åt nordost är den platt. Närmaste större samhälle är Martuni, 6,4 kilometer öster om Litjk. 
Trakten runt Litjk består till största delen av jordbruksmark. Runt Litjk är det ganska tätbefolkat, med 72 invånare per kvadratkilometer.